# Blossoms in the Dust
Blossoms in the Dust é um filme estadunidense de 1941, do gênero drama, dirigido por Mervyn LeRoy e estrelado por Greer Garson e Walter Pidgeon.

## Produção

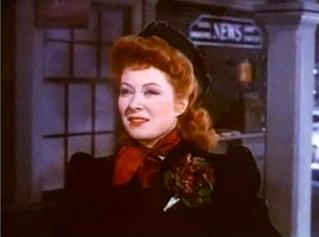
Greer Garson no trailer do filme. Ela foi indicada ao Oscar pela sua atuação.

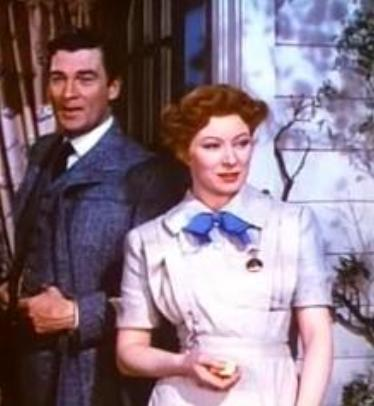
Walter Pidgeon e Greer Garson em outra cena do trailer do filme.

Dramalhão lacrimoso que deu o estrelato a Greer Garson, Blossoms in the Dust foi o primeiro dos três filmes que o diretor Mervyn LeRoy rodou com a atriz, todos indicados ao Oscar de Melhor Filme. Foi também o primeiro que Garson, a favorita de Louis B. Mayer entre as novas estrelas, fez com Walter Pidgeon. O par agradou tanto, que a MGM reuniu-os outras sete vezes.
O filme foi ainda o primeiro de LeRoy rodado em Technicolor, um luxo numa época em que as cores eram reservadas principalmente para musicais e faroestes. A fotografia, a cargo de W. Howard Greene e um desenvolto Karl Freund (cuja filmografia é constituída, na maior parte, por trabalhos em preto e branco), também foi distinguida pela Academia.
Ao todo, a película recebeu quatro indicações ao Oscar, tendo levado a estatueta de Melhor Direção de Arte.
O roteiro é baseado no personagem da vida real Edna Gladney, uma pioneira dos direitos das crianças desasssistidas e ilegítimas.
Ken Wlaschin considera Blossoms in the Dust um dos dez melhores filmes, tanto de Greer Garson quanto de Walter Pidgeon.

## Sinopse
O casal Edna e Sam Gladney têm um bebê, que falece logo após Edna descobrir que não poderá engravidar de novo. Ela, então, passa a se dedicar ao orfanato Texas Children’s Home and Aid Society, que abriga filhos de mães solteiras. Na esfera política, Edna luta para tirar o estigma de "ilegítimas" aplicado pela Lei a essas crianças.

## Premiações
| Patrocinador | Prêmio | Categoria                                                                                    | Situação          |
| ------------ | ------ | -------------------------------------------------------------------------------------------- | ----------------- |
| Academia     | Oscar  | Melhor Filme Melhor Atriz (Greer Garson) Melhor Fotografia (em cores) Melhor Direção de Arte | Indicado Vencedor |

- Film Daily: Dez Melhores Filmes de 1941

## Elenco
| Ator/Atriz       | Personagem           |
| ---------------- | -------------------- |
| Greer Garson     | Edna Gladney         |
| Walter Pidgeon   | Sam Gladney          |
| Felix Bressart   | Doutor Max Breslar   |
| Marsha Hunt      | Charlotte            |
| Fay Holden       | Senhora Kahly        |
| Samuel S. Hinds  | Senhor Kahly         |
| Kathleen Howard  | Senhora Keats        |
| George Lessey    | Senhor Keats         |
| William Henry    | Allan Keats          |
| Henry O'Neill    | Juiz                 |
| John Eldredge    | Damon                |
| Clinton Rosemond | Zeke                 |
| Theresa Harris   | Cleo                 |
| Charles Arnt     | G. Harrington Hedger |
| Cecil Cunningham | Senhor Gilworth      |